# Songs from the Eye of an Elephant
Songs from the Eye of an Elephant  è il primo album da solista del cantautore Ryan Star. È stato pubblicato precedentemente alla sua apparizione nel reality show della CBS Rock Star: Supernova.

## Tracce
1. We Might Fall
2. So Ordinary
3. Famous Love
4. Losing Your Memory
5. Psycho Suicidal Girls
6. O
7. The Back of Your Car
8. Saw You In Heaven
9. The Same When I'm Alone
10. Dance With You
11. Sink or Swim
12. Perfect
13. Famous Yet
14. The First Time
15. Waiting For Love
16. Here Son
17. Take A Ride With Me
18. The Fairy Tale
19. The One You Know
20. Lullaby Suicide